# Grassi (famiglia veneta)
I Grassi furono una famiglia chioggiotta, entrata nel patriziato veneziano nel 1718.

## Storia

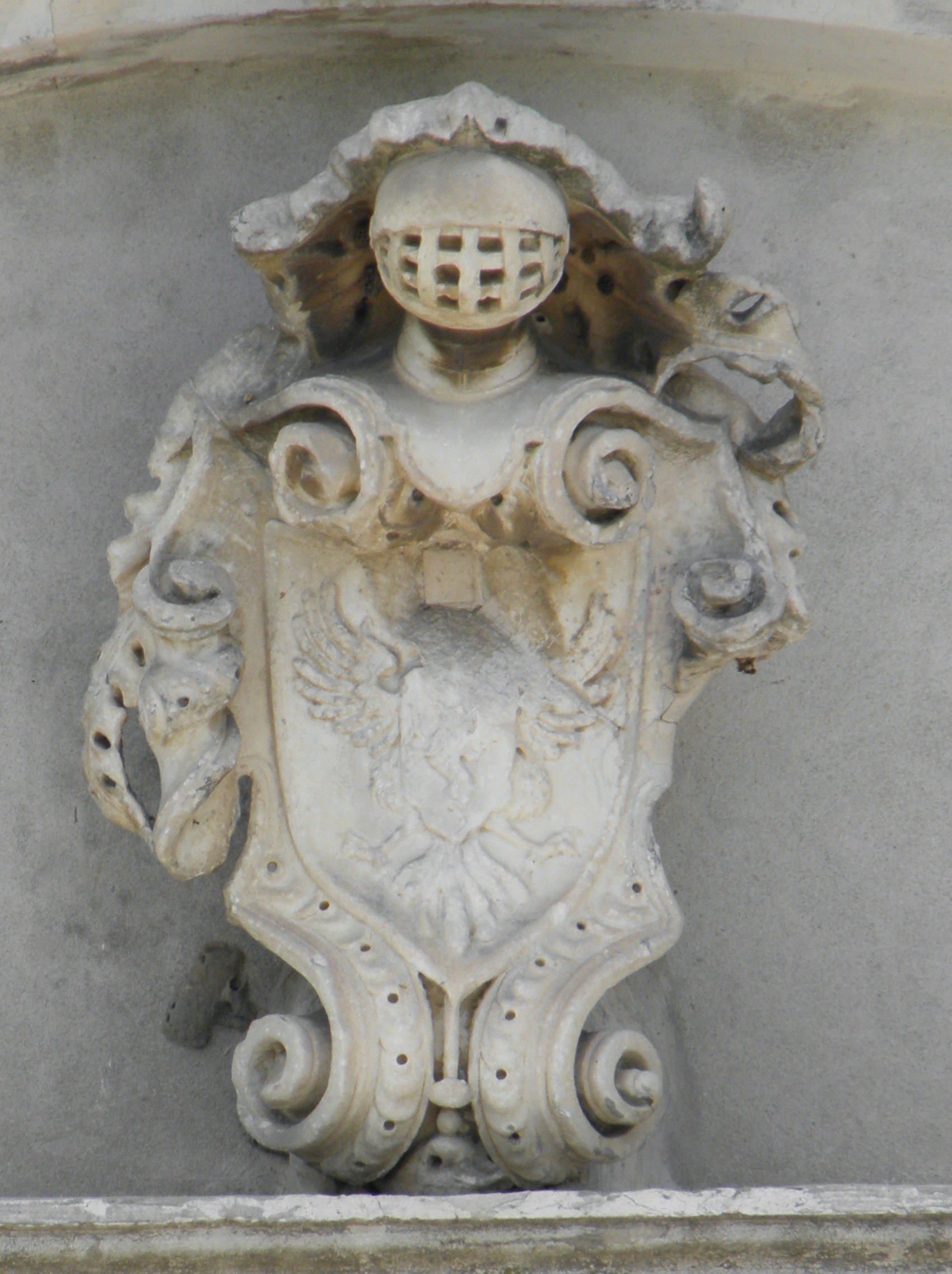
Lo stemma della famiglia Grassi presente nel timpano dell'Oratorio della Natività di Maria Vergine a Baricetta, Adria.

Da sempre dediti ai commerci, i Grassi erano originari di Bologna e si stabilirono a Chioggia attorno al 1230. Nei secoli successivi, parallelamente alla loro ascesa economica, si affermarono anche nella vita pubblica e in particolare a livello ecclesiastico: nel Seicento tre membri della famiglia (Pasquale, Francesco, Antonio) furono vescovi della città mentre all'inizio del Settecento un quarto (Francesco Andrea Grassi) salì alla cattedra di Caorle.
Nel 1718 divennero patrizi veneziani grazie al consueto esborso di centomila ducati a favore delle casse della Serenissima.
In questo secolo il nome della famiglia è legato alla costruzione di alcune pregevoli opere architettoniche: tra queste, il palazzo Grassi di Chioggia (opera di Andrea Tirali) e, soprattutto, il palazzo Grassi sul Canal Grande (attribuito a Giorgio Massari). Trasferiti definitivamente in quest'ultima residenza, raggiunsero in questi anni l'apice del prestigio; ne sarebbe seguita, tuttavia, un'improvvisa e rapida decadenza.
Caduta la Repubblica di Venezia e subentrato il governo austriaco, ai primi dell'Ottocento la famiglia era ridotta ai soli Angelo e Domenico, figli di Giovanni Grassi e Margherita Condulmer (i quali furono confermati nobili con Sovrana Risoluzione dell'11 novembre 1817). A ciò si aggiungevano le difficoltà finanziarie, sicché nel 1834 Angelo - il fratello "responsabile" cui andò la gestione del patrimonio - vendette la residenza chioggiotta e nel 1840 il palazzo veneziano.
Privo di eredi diretti, lasciò buona parte delle sostanze a Giovanni Battista Tornielli, esponente di una famiglia amica.

## Membri illustri
- Pasquale Grassi (1584 - 1636), ecclesiastico, fu vescovo di Chioggia dal 1618 alla sua morte;
- Francesco Grassi (1605 - 1669), ecclesiastico, fu vescovo di Chioggia dal 1639 alla sua morte;
- Antonio Grassi (1644 - 1715), ecclesiastico, fu vescovo di Chioggia dal 1696 alla sua morte;
- Francesco Andrea Grassi (1661 - 1712), ecclesiastico, fu vescovo di Caorle dal 1700 alla sua morte.
- Pietro Grassi (1666 - 1731), ecclesiastico, fu vescovo di Parenzo dal 1718 alla sua morte.

## Luoghi e architetture
- Palazzo Grassi, a San Marco
- Villa Condulmer, Grassi-Tornielli, Bonaventura, Monti, a Zerman di Mogliano Veneto
- Villa Grassi, Marcello del Majno, a Preganziol
- Villa Grassi, Baroni, a Baricetta di Adria